# Port de Bâle
Les Ports rhénans suisses, officiellement Schweizerischen Rheinhäfen en allemand, anciennement Ports rhénans des deux Bâle (Rheinhäfen beider Basel), plus connus comme le(s) port(s) de Bâle, sont le dernier port en amont sur le Rhin. Il est aussi le seul débouché de Suisse pour le transport fluvial et constitue ainsi un important point d'import et d'export de Suisse. Il est situé sur les deux cantons de Bâle-Ville et Bâle-Campagne.
Le Rhin est navigable de Rheinfelden jusqu'à son embouchure sur la mer du Nord à Rotterdam. La Suisse bénéficie des droits internationaux pour un accès garanti à la mer et, depuis 1992 grâce au Canal Rhin-Main-Danube, accède à la Hongrie et à l'Europe méridionale.
En outre Bâle est depuis le 9 avril 1941 le siège de la navigation de haute mer suisse.
Chaque jour près de 500 embarcations quittent Bâle pour parcourir d'importantes distances[réf. nécessaire].

## Les ports de Bâle
Il y a quatre ports à Bâle par lesquels transitent plus de 15 % du commerce extérieur, 30 à 40 % des besoins annuels en huiles minérales de la Suisse. Quelque 6,51 millions de tonnes de marchandises ont été traitées en 2010 dans les ports de Bâle, Birsfelden (BL) et Muttenz (BL), soit une augmentation de 1,2 % par rapport à 2009. La hausse a été essentiellement générée par la croissance dans le secteur des conteneurs.
Ces ports sont, de l'amont vers l'aval :

### Le Auhafen Muttenz
Le Auhafen, d'une superficie de 458 136 m2, se trouve sur la rive gauche du Rhin, sur la commune de Muttenz, canton de Bâle-Campagne.
Construit entre 1937 et 1940 et plusieurs fois agrandi ce port est un terminal pour les combustibles liquides ainsi que pour des engrais, de l'alumine et des céréales.

### Le port rhénan Birsfelden
Le port de Birsfelden, d'une superficie de 420 479 m2, se trouve sur la rive gauche du Rhin, sur la commune de Birsfelden, canton de Bâle-Campagne.
Construit entre 1937 et 1940 et plusieurs fois agrandi ce port est un terminal pour les combustibles liquides ainsi que pour des produits secs. Il est accessible par les écluses de Birsfelden.

### Le port rhénan St. Johann
Plus ancien port de la ville de Bâle, le St. Johann a été construit entre 1906 et 1911. Il est situé sur la rive gauche du Rhin au kilomètre 168.0, proche de la frontière franco-suisse.
Il a été agrandi en 1935. Ce port est utilisé surtout pour les céréales et d'autres produits secs.
Les usines chimiques, une des principales activités industrielles de Bâle, se trouvent à proximité.

### Le port rhénan Kleinhüningen
Le port rhénan Kleinhüningen (Petit Huningue), d'une superficie de 701 091 m2, se trouve en ville de Bâle sur la rive droite du Rhin (Petit Bâle), en face du port de St. Johann et près du Dreiländereck, le tripoint des trois pays : Allemagne – France – Suisse.
Le port se compose de deux bassins et d'un Wendebecken. Il dispose de deux terminaux pour conteneurs, différents silos et réservoirs.
Il traite aussi l'acier, l'aluminium, Buntmetalle et les matières liquides.
Kleinhüningen est le siège de la Rheinschifffahrts- und Patentprüfungsbehörde (l'autorité d'examen de brevet et de transport sur le Rhin) et le port d'attache de la compagnie de navigation des personnes de Bâle.